# 浅井郁太郎

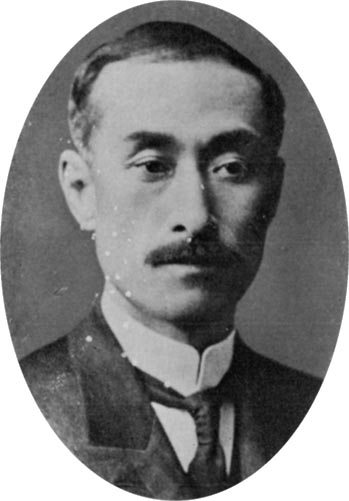
浅井郁太郎

浅井 郁太郎（あさい いくたろう、慶応2年1月5日（1866年2月19日） - 没年不詳）は、日本の地質学者。文部官僚。

## 経歴
加賀藩出身。1890年（明治23年）、東京帝国大学理科大学地質学科を卒業。島根県中学校校長、札幌中学校校長、岐阜中学校校長、足尾銅山技師、文部省図書審査官・視学官、東京高等工業学校講師、東京女子高等師範学校講師、文部省嘱託を歴任した。

## 著書
- 『工業鉱物』（大日本図書、1920年）
- 『地質学』（採鉱冶金学講習会、1920年）

## 親族
- 丹羽七郎 - 長女の夫[1]。内務次官。